# 初美りおん
初美 りおん（はつみ りおん、1989年3月25日 - ）は、日本の元AV女優。 
神奈川県出身。 

## 略歴・人物
2008年7月1日、『FIRST IMPRESSION 36 初美りおん』で「AV史上最高の美少女」という売り出し文句でAVデビュー。芸名は「初のミリオンセラー」をもじったものである。
2008年11月1日、『りおんのおねだりマジイキFUCK4本番 初美りおん』で引退。
2008年12月、MOODYZ年末大感謝祭で最優秀女優賞を受賞。その他『学校でしようよ! 初美りおん』が最優秀作品賞を受賞した。
趣味・特技は音楽鑑賞、ピアノ、球技。髪型はロングヘアー。

## 作品

### アダルトビデオ
- FIRST IMPRESSION 36 初美りおん（2008年7月1日［DVD］/2008年9月1日［VHS］、アイデアポケット）
- 学校でしようよ! 初美りおん（2008年8月1日、アイデアポケット）
- 美少女の究極モザイクFUCK 初美りおん（2008年9月1日、アイデアポケット）
- めっちゃカワご奉仕メイド 初美りおん（2008年9月26日、アイデアポケット）
- りおんのおねだりマジイキFUCK4本番 初美りおん（2008年11月1日、アイデアポケット）

### アダルトビデオ（BEST版）
- 初美りおん COMPLETE BOX（2009年2月1日、アイデアポケット）※全5作品のダイジェスト（360分）
- 初美りおんの16本番と未公開映像8時間スペシャル!（2010年2月1日、アイデアポケット）※上記商品の完全版といえるような内容（480分）

### その他
- マジ！生々しさ100％保証付き！絶対素人 タップリ20人の連続FUCK 4時間（2009年5月20日、Primo）
- 伝説の美少女 デビュー前の超お宝映像集 全てが未公開映像（2010年9月1日、アイデアポケット）